# Staffelsee
Der Staffelsee ist ein 4,6 km langer und 3,7 km breiter See im Ammer-Loisach-Hügelland im südlichsten Landkreis Oberbayerns, dem Landkreis Garmisch-Partenkirchen. Er ist knapp acht Quadratkilometer groß mit einer Tiefe von bis nahezu 40 Meter. Sieben baumbestandene Inseln machen ihn zum inselreichsten See im Alpenvorland. Er liegt „inmitten einer voralpinen Moorlandschaft westlich von Murnau“.

## Entstehung
Der Toteissee, dessen Becken vom Loisachgletscher geformt wurde, entstand in der Würmeiszeit. Der See ist wegen seiner geschützten Lage zwischen den Molasserippen der Murnauer Mulde nur flach ausgeschürft. Die Grundfläche des Sees, dessen Wasserspiegel gegen Ende der Würmeiszeit etwa zehn Meter höher als heute lag, weist viele vom Eis polierte Konglomerat‑Inseln des Oberoligozäns auf (sogenanntes Wörth‑Konglomerat).

## Namen
Im sogenannten Staffelsee-Inventar wird von einem Kirchengut namens „Staphinseie“ berichtet. Als latinisierte Form lässt sich „Stafnensis“ finden. Ob diese Fundstellen tatsächlich auf den Staffelsee hindeuten, ist nicht ausreichend geklärt.
Es gibt aber auch eine gewisse Ähnlichkeit zu den bayerischen Kurzformen Steffl oder Stefferl für den Vornamen Stefan bzw. Stephan. Ebenfalls kommen die Abkürzungen Stoffl oder Stofferl für Christoph in Betracht. Andere Herleitungen bringen die zahlreichen Untiefen mit dem Begriff „Stufe“ auch im Sinne von Treppe und dem Namen in Verbindung (Staffel/Staffelei ist in Süddeutschland ein mundartlicher Ausdruck mit dieser Bedeutung).

## Gliederung
Der Staffelsee wird in die drei Seeteile Obersee, Untersee und Steg(see) gegliedert.
Der Untersee ist der nördliche Teil um die Inseln Buchau, Gradeneiland und Mühlwörth, mit der Uffinger Bucht im Norden.
Der Obersee ist der südwestliche Teil um die Inseln Große Birke und Kleine Birke.
Der Steg oder Stegsee ist der südöstliche Teil mit den Inseln Wörth und Jakobsinsel. Letztere nannte man früher auch Steginsel. In den Stegsee ragt die Halbinsel Burg, die die Seehauser Bucht im Norden von der Murnauer Bucht im Süden trennt. Der Stegsee wird auch Mittersee genannt.
Die Grenze zwischen Untersee im Norden und Stegsee im Süden verläuft in ost-westlicher Richtung zwischen den Landspitzen Kühle (47° 41′ 23,7″ N, 011° 10′ 38,0″ O) beim Ort Seehausen und Scharfes Eck (47° 41′ 25,9″ N, 011° 09′ 40,3″ O) südlich der Halbinsel Lindenbichl und berührt das südliche Ende der Buchau. Die Grenze zwischen dem Obersee im Westen und dem Stegsee im Osten verläuft in nord-südlicher Richtung zwischen dem Scharfen Eck und dem Geratsried am Südufer des Sees, wobei die Insel Wörth ganz zum Stegsee gerechnet wird.

### Inseln
Der See hat sieben Inseln. Zu denen heißt es 1853: Er hat einen Flächenraum von mehr als 2000 Tagwerken, eine Tiefe von 5–24 Klaftern und 7 Inseln mit den Namen Oberpirka, Unterpirka, Wörth, S. Jakob oder Steginsel, Bucha, Gradeneila und Milliwörtl. Die Inseln sind gehobene, aus ihrem Zusammenhang gelöste Molassefragmente. Das Seebecken ist in ihrer Lagerung stark gestörte Molasse.

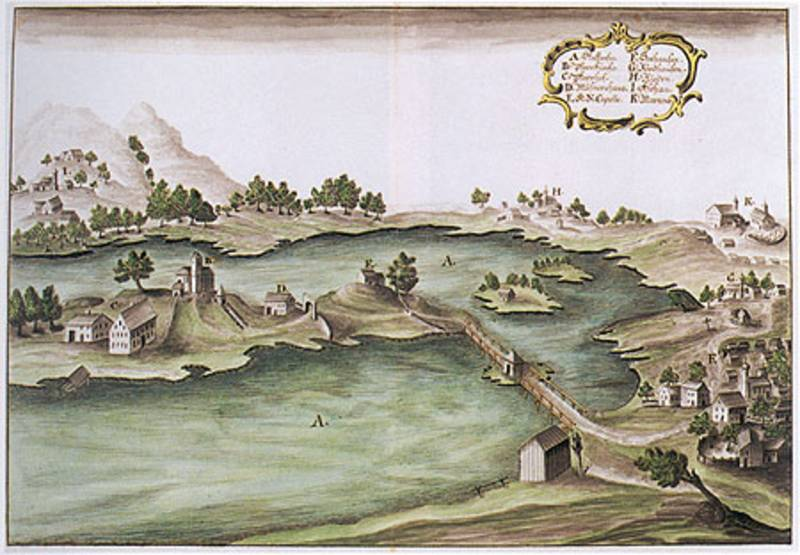
Das Werk von etwa 1770 zeigt den früher vorhandenen Steg über die kleine Jakobsinsel zur Insel Wörth

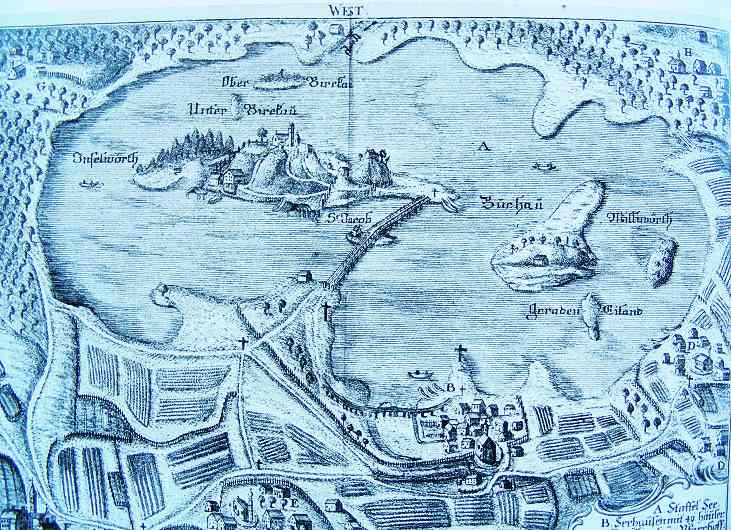
Die historische Karte zeigt ebenfalls den Steg

Eine Übersicht der Inseln (von Südwest über Südost nach Nord) mit Flächenangabe bietet die nachstehende Tabelle:
| \| Nr. \| Insel \| Fläche m² \| Seeteil[12] \| Koordinaten (WGS 84) \| \| --- \| ----------------------- \| --------- \| ----------- \| --------------------------------- \| \| 1 \| Große Birke \| 23610 \| Obersee \| 47° 41′ 00,5″ N, 011° 09′ 00,3″ O \| \| 2 \| Kleine Birke \| 1770 \| Obersee \| 47° 41′ 00,3″ N, 011° 09′ 19,0″ O \| \| 3 \| Wörth \| 395120 \| Stegsee \| 47° 41′ 07,6″ N, 011° 10′ 06,4″ O \| \| 4 \| Jakobsinsel (St. Jakob) \| 140 \| Stegsee \| 47° 41′ 07,9″ N, 011° 10′ 28,5″ O \| \| 5 \| Buchau \| 45420 \| Untersee \| 47° 41′ 35,0″ N, 011° 10′ 18,7″ O \| \| 6 \| Gradeneiland \| 890 \| Untersee \| 47° 41′ 35,4″ N, 011° 10′ 31,7″ O \| \| 7 \| Mühlwörth (Rabeninsel) \| 7560 \| Untersee \| 47° 42′ 15,1″ N, 011° 09′ 53,4″ O \| \| \| Inseln im Staffelsee \| 474510 \| Staffelsee \| \| |                         |           |            |                                   |
| Nr. | Insel                   | Fläche m² | Seeteil    | Koordinaten (WGS 84)              |
| 1 | Große Birke             | 23610     | Obersee    | 47° 41′ 00,5″ N, 011° 09′ 00,3″ O |
| 2 | Kleine Birke            | 1770      | Obersee    | 47° 41′ 00,3″ N, 011° 09′ 19,0″ O |
| 3 | Wörth                   | 395120    | Stegsee    | 47° 41′ 07,6″ N, 011° 10′ 06,4″ O |
| 4 | Jakobsinsel (St. Jakob) | 140       | Stegsee    | 47° 41′ 07,9″ N, 011° 10′ 28,5″ O |
| 5 | Buchau                  | 45420     | Untersee   | 47° 41′ 35,0″ N, 011° 10′ 18,7″ O |
| 6 | Gradeneiland            | 890       | Untersee   | 47° 41′ 35,4″ N, 011° 10′ 31,7″ O |
| 7 | Mühlwörth (Rabeninsel)  | 7560      | Untersee   | 47° 42′ 15,1″ N, 011° 09′ 53,4″ O |
| | Inseln im Staffelsee    | 474510    | Staffelsee |                                   |

Die Inseln sind von sehr unterschiedlicher Größe. Wörth ist die größte und einzig permanent bewohnte. Die Schiffsverbindung von Seehausen zur Insel Wörth führt südlich an der Jakobsinsel vorbei.
- Die Große Birke, die drittgrößte Insel, bietet einen kleinen Zeltplatz, der allerdings vom Bayerischen Kanu-Verband betrieben wird und nur Mitgliedern des Deutschen Kanu-Verbandes offensteht. Die Insel wird nicht von der Staffelseeschiffahrt angefahren und ist somit nur mit eigenen Booten erreichbar.
- Die Jakobsinsel (St. Jakob), die kleinste Insel: Über die Insel führte früher der Holzsteg vom Festland (Halbinsel Burg) auf die Insel Wörth. Dieser wurde vermutlich bereits im 11. Jahrhundert erstmals errichtet, als die frühere Klosterkirche zur Pfarrkirche wurde, damit letztere für die Pfarrangehörigen am Staffelseeufer leichter erreichbar war. Ein Bild von 1770 zeigt den Steg, dessen Pfosten noch unter Wasser sichtbar sind und an denen sich Süßwasserschwämme angesiedelt haben. Die Schwämme der weit verbreiteten und häufigen Art Spongilla lacustris wurden erst 2003 entdeckt. Sie fallen hier durch ihre ungewöhnliche Größe auf. In Fachbüchern werden sie nie größer als 30 cm aufgeführt, im Staffelsee hingegen erreichen sie mehr als Mannesgröße.[14][15][16] Nach einem Büchlein von 1853 existierte der Steg zu dieser Zeit noch.[17]

### Untiefen
Auf der Staffelseekarte von 1890 sind insgesamt 19 zumeist benannte Untiefen verzeichnet, davon zwei im Obersee, fünf im Stegsee und zwölf im Untersee (darunter eine unbenannt). 17 der Untiefen sind benannt, zwei davon (Grad Eiland und St. Jakob) sind nach den ihnen nahe gelegenen Inseln benannt. Nur zwei dieser historisch bezeichneten Stellen sind tatsächlich Erhebungen auf dem Seegrund, die bis nahe an die Oberfläche reichen, wie anhand einer modernen Tiefenlinienkarte festgestellt werden kann:
Der Stein, 260 Meter nordnordwestlich der Insel Buchau im Untersee bei 47° 41′ 51″ N, 11° 10′ 26,9″ O gelegen, ist die bekannteste Untiefe im Staffelsee. Er hat eine geringste Wassertiefe von nur rund 60 Zentimetern. Die mit 39,4 Metern tiefste Stelle des Staffelsees liegt nur 400 Meter nordwestlich dieser Stelle. Am Hain ist eine weitere nur rund 60 Zentimeter tiefe Untiefe, gelegen im Obersee bei 47° 41′ 10,9″ N, 11° 9′ 18,2″ O, 250 Meter westlich der Nordwestspitze der Insel Wörth.

### Halbinseln

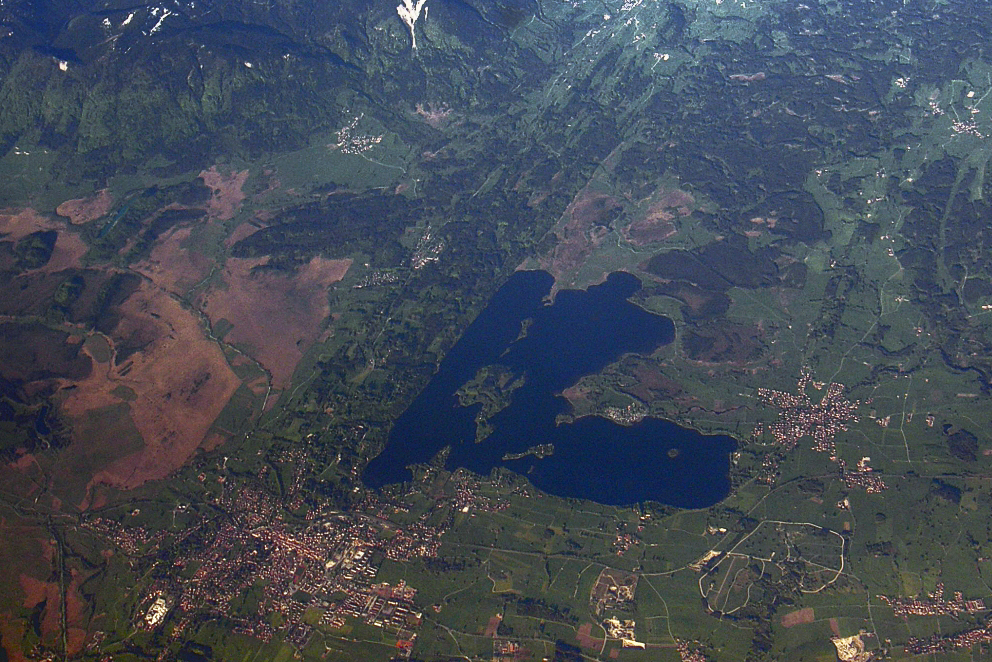
Der See aus einem Flugzeug gesehen

- Die Halbinsel Lindenbichl liegt am westlichen Seeufer 300 Meter westlich der Nordspitze der Insel Buchau im Seeteil Untersee (47° 41′ 34″ N, 11° 9′ 55,9″ O). Sie ist 2,6 ha groß und 230 Meter lang, und gehört, wie das übrige westliche und nördliche Seeufer, zur Gemeinde Uffing. Sie war früher eine Insel und ist heute nur durch einen weniger als 50 Meter breiten Moorstreifen mit dem Festland verbunden. Sie ist nur mit Booten zu erreichen und vom Festland her nicht zugänglich, da das Moor als die einzige Verbindung zum Festland als Naturschutzgebiet ausgewiesen ist und somit nicht betreten werden darf. Früher gab es am Ostufer einen Steg, der nicht mehr existiert. Die Halbinsel ist von der evangelischen Jugend Weilheim gepachtet, die seit 1953 hier jedes Jahr in den Sommerferien ein Kinder-Zeltlager veranstaltet, das sich hoher Beliebtheit erfreut. Die Halbinsel ist über ein kleines Motorboot namens Titanic zu erreichen und wird damit versorgt. Die Beleggruppen kommen mit der MS Seehausen und einer Fähre, der Blende, auf die Halbinsel. 500 Meter weiter nördlich, jenseits der Halbinsel am nördlichen Westufer, befindet sich der große Zeltplatz Am Aichale oder Aichalehof.
- Die Halbinsel Burg schließt sich westlich an den Ortsteil Seehausen der Gemeinde Seehausen am südlichen Ostufer im Stegsee an, bei 47° 41′ 5,1″ N, 11° 10′ 38,5″ O, und gehört auch zur Gemeinde Seehausen. Sie ist 1,7 ha groß und hat einen Campingplatz. 260 Meter westlich davon liegt das östliche Ende der Insel Wörth. Auf halbem Wege liegt die kleine Jakobsinsel, über die früher der Holzsteg vom Festland auf die Insel Wörth führte. Die Halbinsel Burg trennt die Murnauer Bucht im Süden von der Seehauser Bucht im Norden.
- Offiziell hat der Staffelsee nur die beiden vorgenannten Halbinseln. Jedoch ist die Achmündung im Südwesten (Obersee), mit landfest gewordenem Inselhügel, ebenfalls eine Halbinsel (bzw. der Hügel eine ehemalige Insel), die fast 400 Meter in den See ragt, bei einer Breite von 50 bis 100 Metern und eine Fläche von rund 3 Hektar, bei 47° 41′ 1″ N, 11° 8′ 31″ O.

## Verwaltung
Der See gehört mit fast der gesamten Fläche zur Gemeinde Seehausen. Im Norden und Westen hat auch die Gemeinde Uffing Anteil am Seeufer, im äußersten Südosten besitzt der Markt Murnau 210 Meter Seeufer zwischen dem Strandbad Murnau und der Schiffsanlegestelle. Der eigentliche See ohne die Uferbereiche ist Eigentum des Freistaates Bayern, für dessen Verwaltung die Bayerische Verwaltung der staatlichen Schlösser, Gärten und Seen zuständig ist.

## Tourismus
Der See ist ein beliebter Badesee mit mildem, moorhaltigem Wasser, das durch die Muldenlage des Sees schnell erwärmt wird. Die Umgebung kann über einen Rundwanderweg mit einer Länge von 22 km erkundet werden. Während der Sommermonate können Ruder- und Tretboote gemietet werden und in der Zeit von Mitte Mai bis Mitte Oktober ist das Angeln möglich. Im Winter finden Eisläufer, Eishockeyspieler und Eisstockschützen auf der ausgedehnten Eisfläche ein weites Betätigungsfeld. Zwischen den Anliegergemeinden Murnau, Seehausen a.Staffelsee und Uffing verkehrt das Fahrgastschiff MS Seehausen.

## Ökosystem
Der Staffelsee ist ein mesotrophes Gewässer, das heißt, er weist eine „geringe bis mäßige Nährstoffbelastung“ auf, hat eine „mittlere Sichttiefe“ und eine „mäßige Produktion von Algen“. Laut Wasserwirtschaftsamt Weilheim hat sich „die insgesamt mäßige Nährstoffbelastung des Sees (...) nach einer erkennbaren Abnahme Anfang der achtziger Jahre, in den letzten fünfzehn Jahren praktisch nicht mehr geändert“. Nahe der weitläufigen Uferbereiche lauern Hechte auf Renken und Schleien. Daneben gibt es Aale, Karpfen, Zander und viele Weißfische.
Der Staffelsee „liegt“ laut Wasserwirtschaftsamt Weilheim „inmitten einer voralpinen Moorlandschaft westlich von Murnau... Das Fehlen eines Zuflusses aus den Alpen bewahrt den Staffelsee vor rascher Verlandung“. Diese voralpine Moorlandschaft, genannt Murnauer Moos, ist das größte zusammenhängende naturnah erhaltene Moorgebiet Mitteleuropas.
Die starke Nutzung als Naherholungsgebiet Münchens sorgt dafür, dass bis in den Spätsommer hinein dem See nur eine geringe Rolle als Rastplatz für Wasservögel zukommt. Zwischen Dezember und März ist der See in etwa jedem dritten Jahr ein bis drei Monate ganz oder teilweise zugefroren. Die größten Rastbestände werden daher im Herbst, also zur Zeit der Jagd erreicht. Aus 10 Jahren (1985/86 sowie 1988/ 89 bis 1995/96) liegen die Jagdstrecken vor. Gemeldet wurden Stockenten, Blässhühner, Reiherenten, Höckerschwäne, Kanadagänse und Lachmöwen. Zum Schutz der Arten ist das Befahren des Staffelsees mit Motorbooten nicht erlaubt.

## Trinkwasser
Entgegen anders lautender Quellen ist das Wasser des Staffelsees nicht als Trinkwasser eingestuft. Die Gemeinden am Staffelsee nutzen das Wasser aus dem Staffelsee daher nicht als Trinkwasserversorgung. Das dortige Trinkwasser wird aus dem Grundwasser gewonnen.

## Geschichte und Kultur
Der See war seit 1476 vollständig in Besitz des Klostergerichts Ettal. Die einzelnen Fischereigerechtigkeiten waren zum Teil von den Herren von Seefeld (1341), zum Teil von den Herren von Preysing (1471) sowie von den Höhenkirchnern zu Uffing (1475 und 1476) an das Klostergericht gefallen.
Seit 1935 findet jedes Jahr an Fronleichnam eine Seeprozession bzw. Schiffsprozession statt. Von der Dorfkirche zieht der Zug durch die Straßen von Seehausen bis an den See, von dort weiter mit Booten zur Simpertkapelle (St. Bonifatius) auf der Insel Wörth. Hier befand sich vielleicht kurzzeitig das Kloster Staffelsee, das in einer Quelle mit „Ecclesia Stafnensis“ bezeichnet wird und vermutlich durch die Ungarn im 10. Jahrhundert zerstört wurde. Simpert, der letzte Neuburger Bischof, wurde um das Jahr 800 „Bischof von Neuburg im Staffelsee“ (Simpert Episcopus Stafnensis ecclesiae) genannt. Das Kloster kann daher ggf. als zweiter Sitz des Bistums Neuburg angesehen werden. Als gesichert können jedoch alle diesbezüglichen Angaben auch nach Ausgrabungen auf der Insel Wörth nicht eingestuft werden.

## Zitat
Ödön von Horváth nennt die abgegangene Fürst-Alm auf dem Dünaberg bei Murnau am Staffelsee wegen des Blicks auf das „Murnauer Moos, das Estergebirge und auch das Wettersteingebirge“ als „den schönsten Punkt am nördlichen Rande der bayerischen Alpen, den man mit Kraftfahrzeugen erreichen kann“.

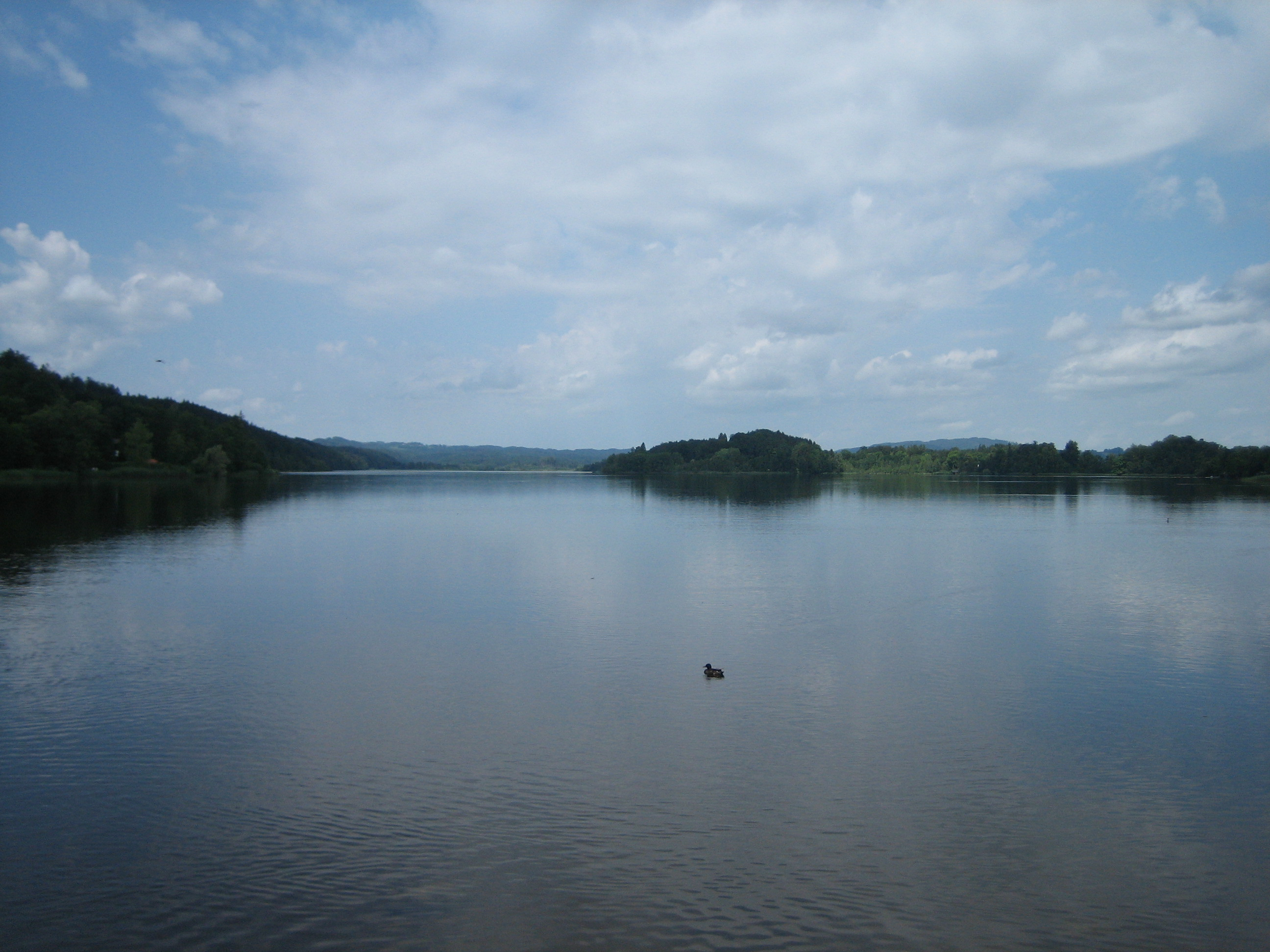
Beim Strandbad Murnau
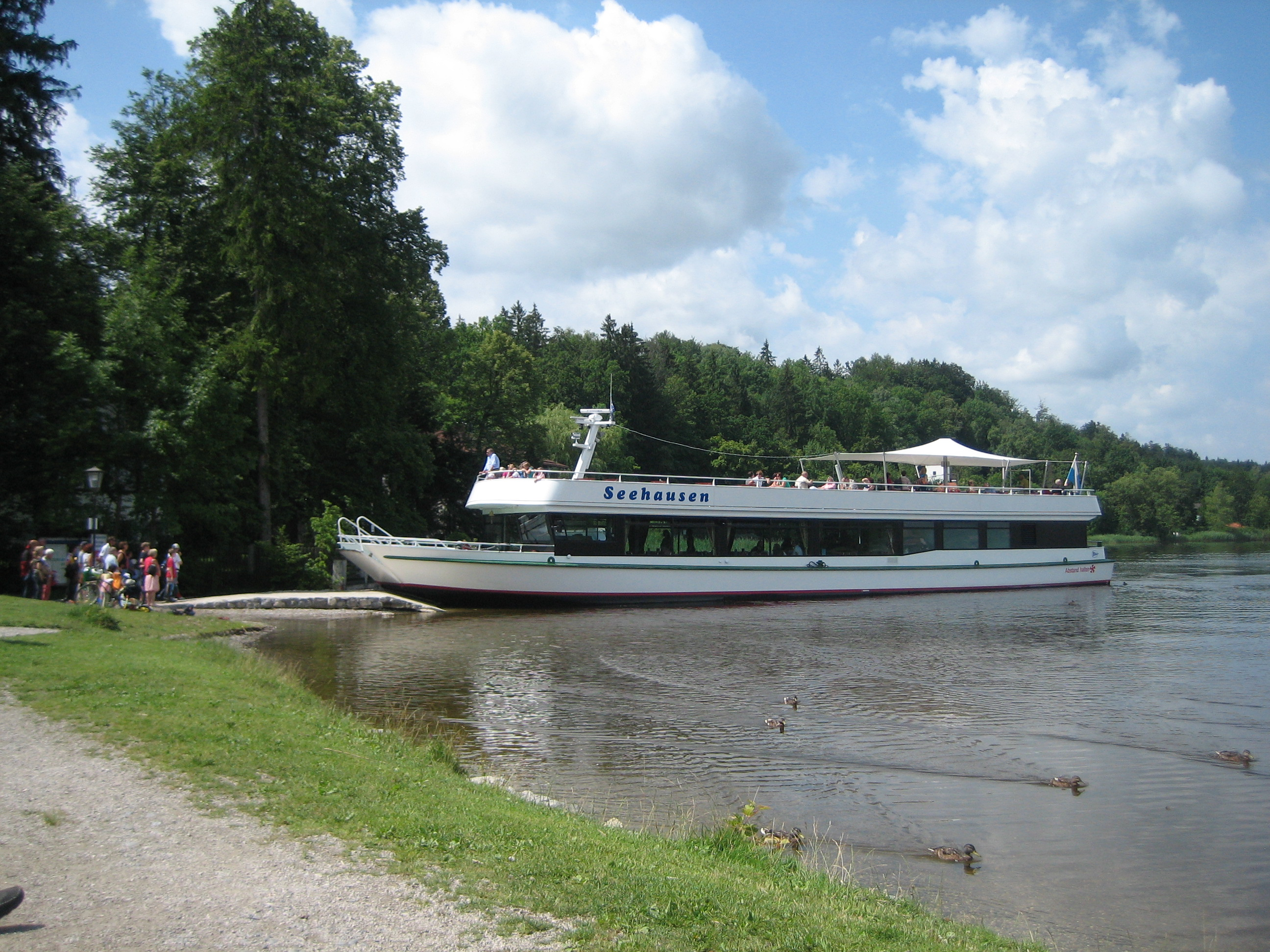
Mit MS Seehausen
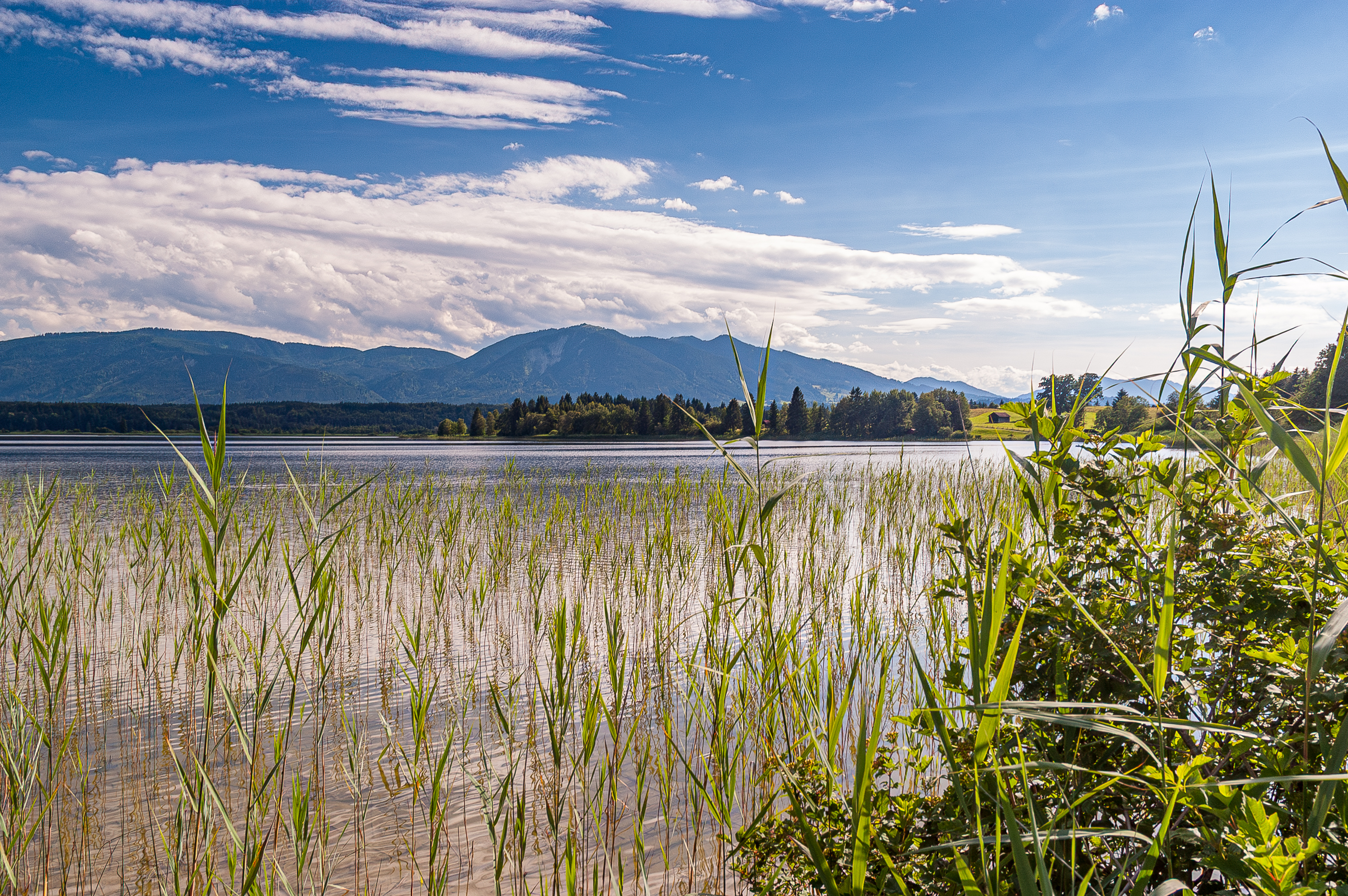
Westliches Ufer im Tannenbach-Filz
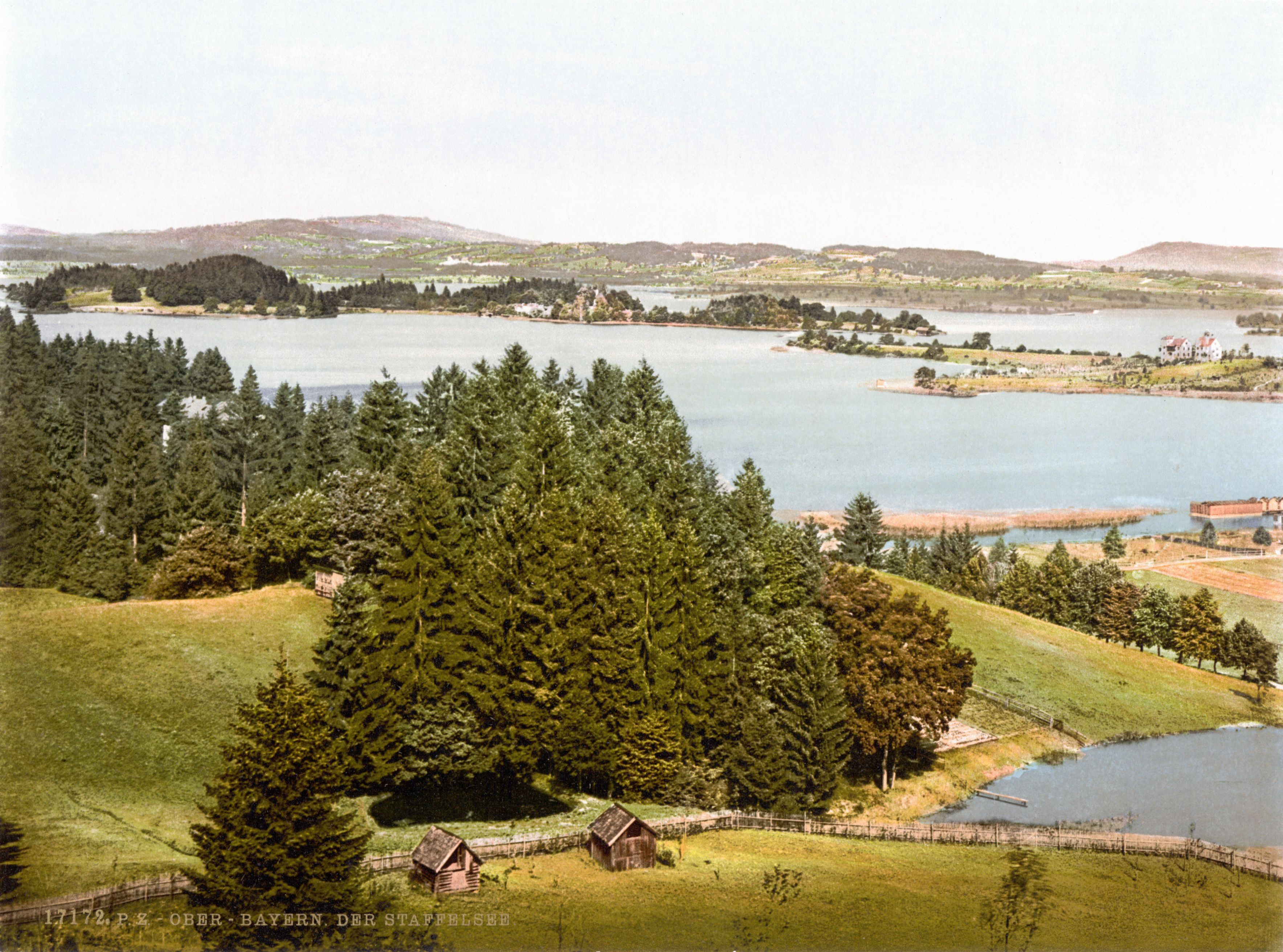
Ansicht von 1900
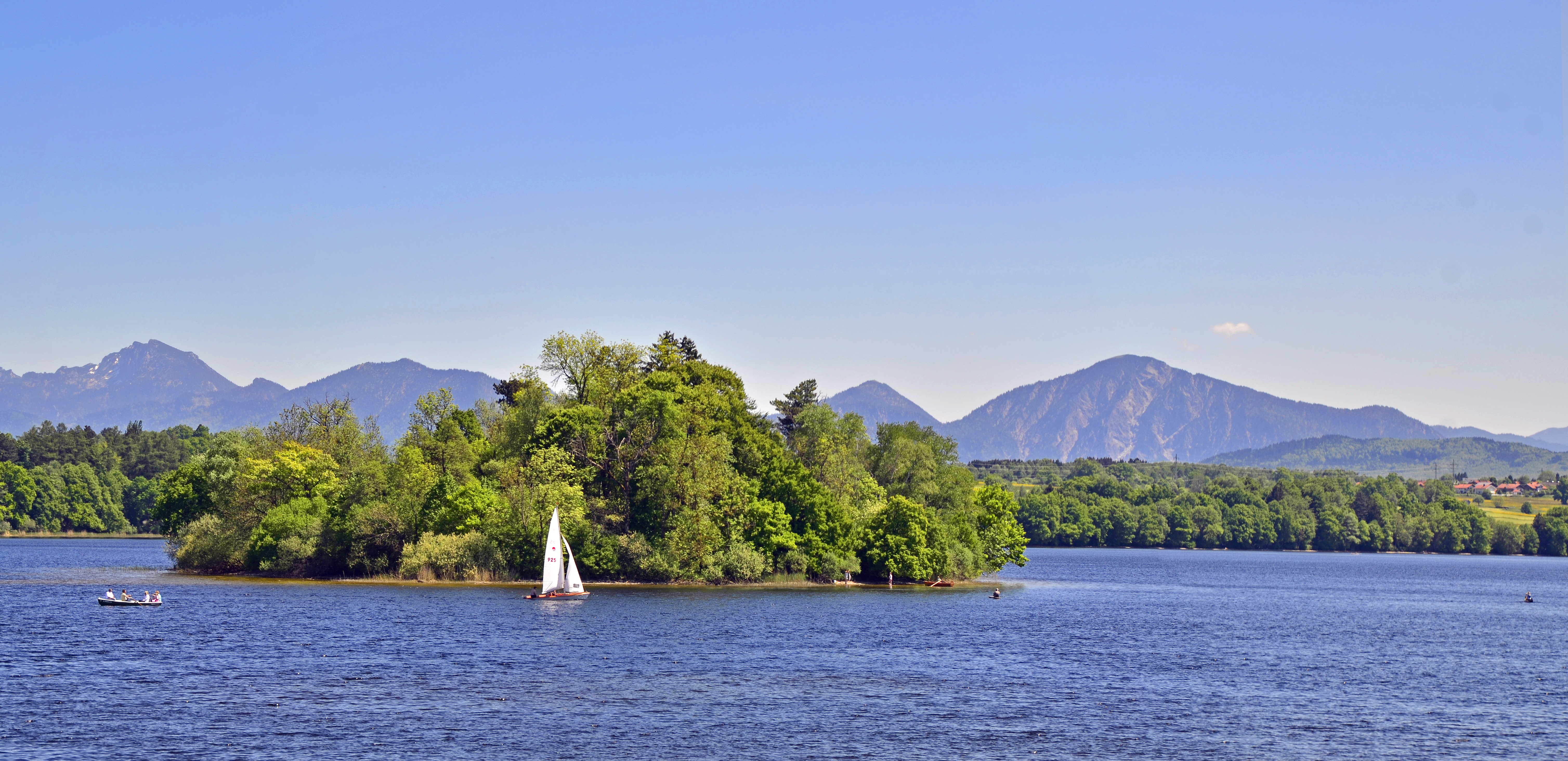
Insel Mühlwörth von Norden
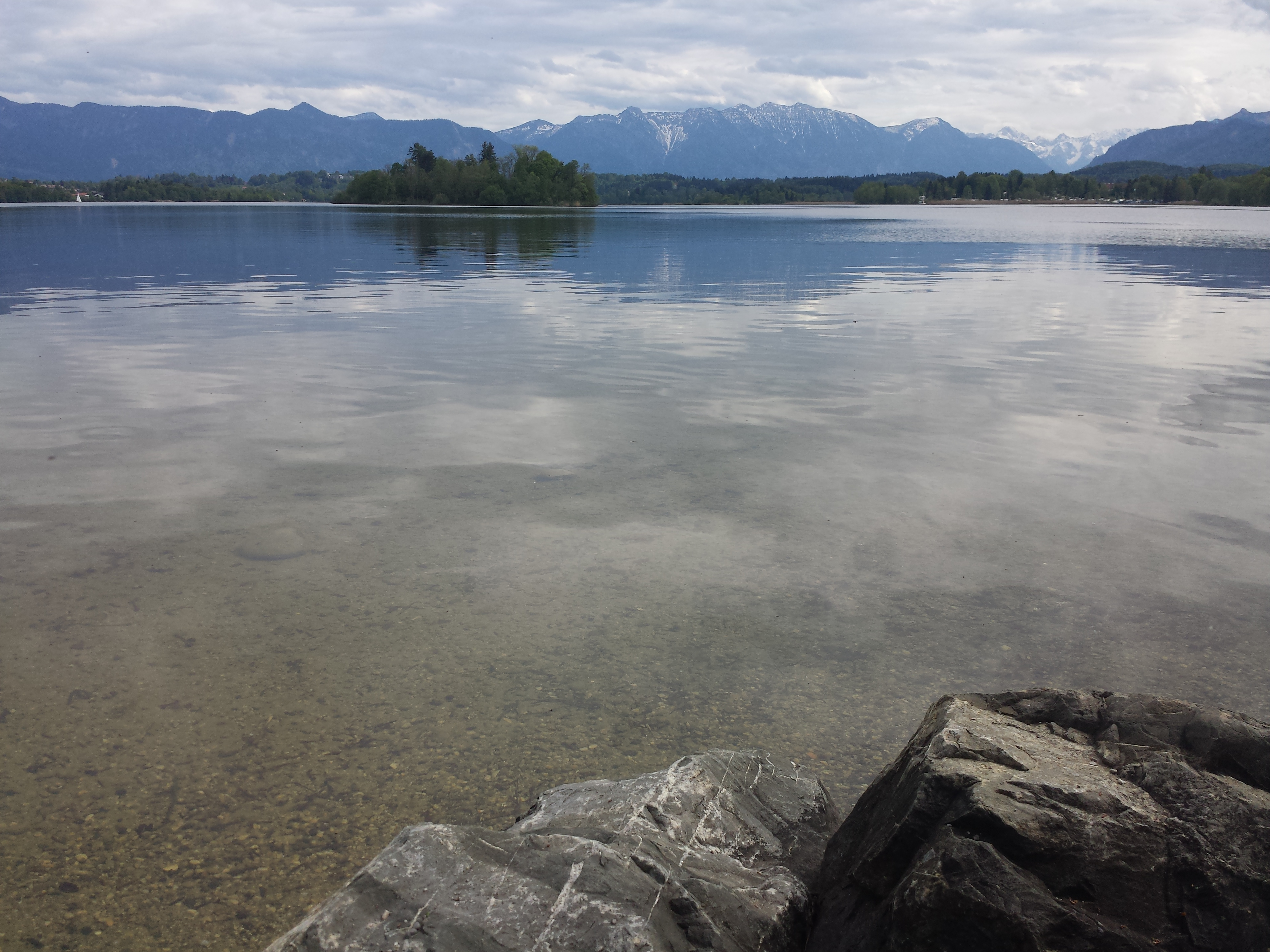
Staffelsee mit Insel Mühlwörth
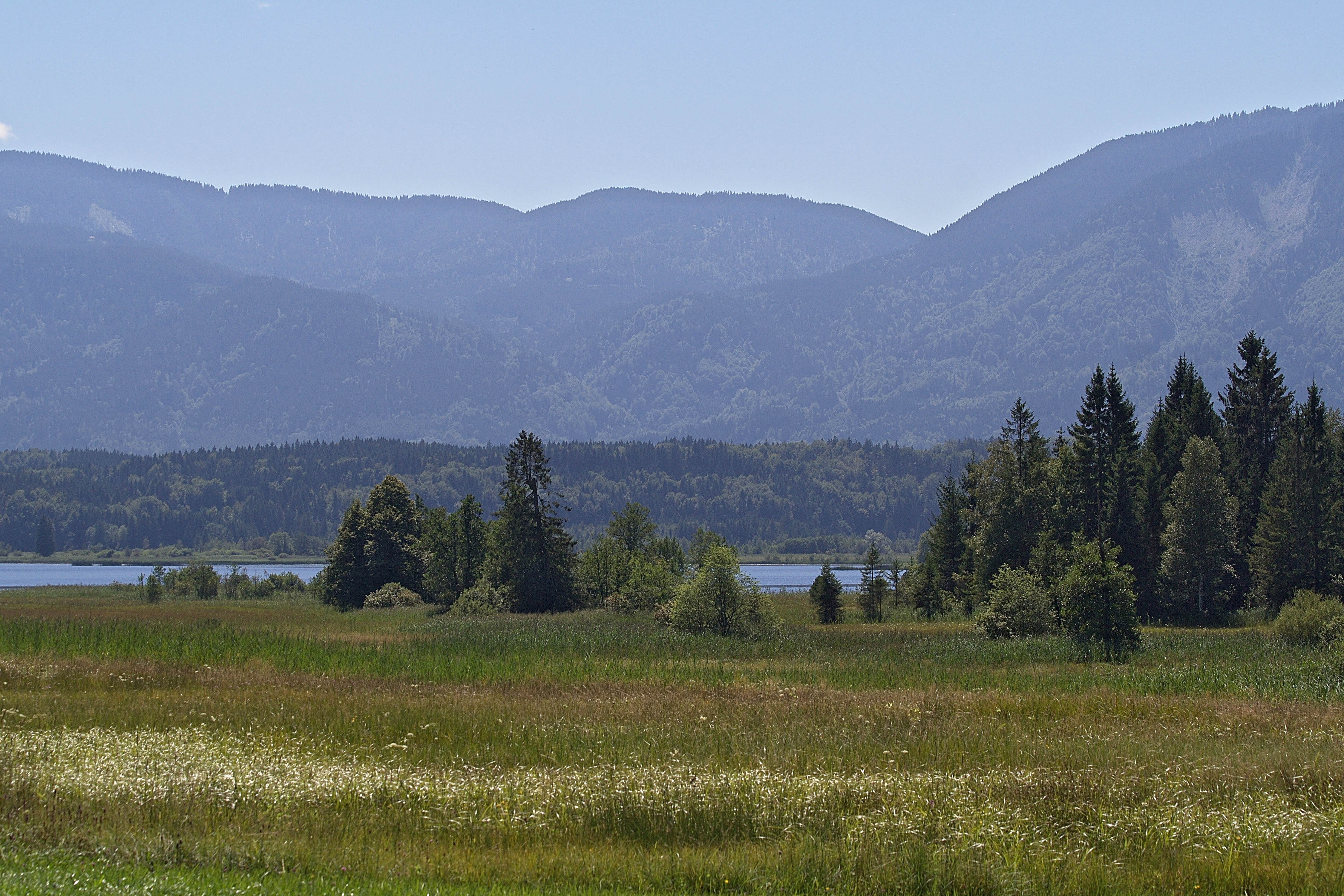
Westlicher Staffelsee mit Mooslandschaft
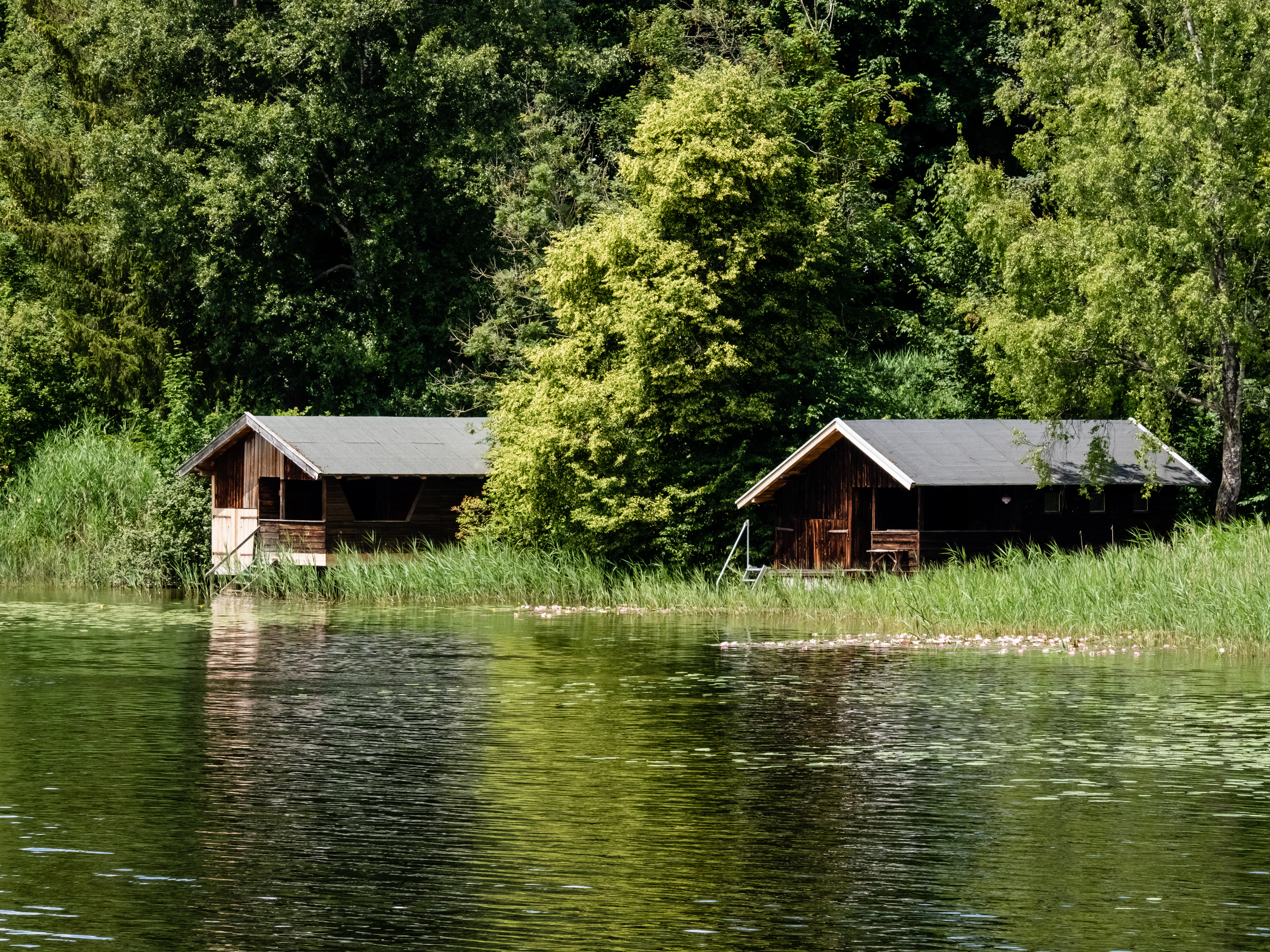
Bootshäuser am Staffelsee
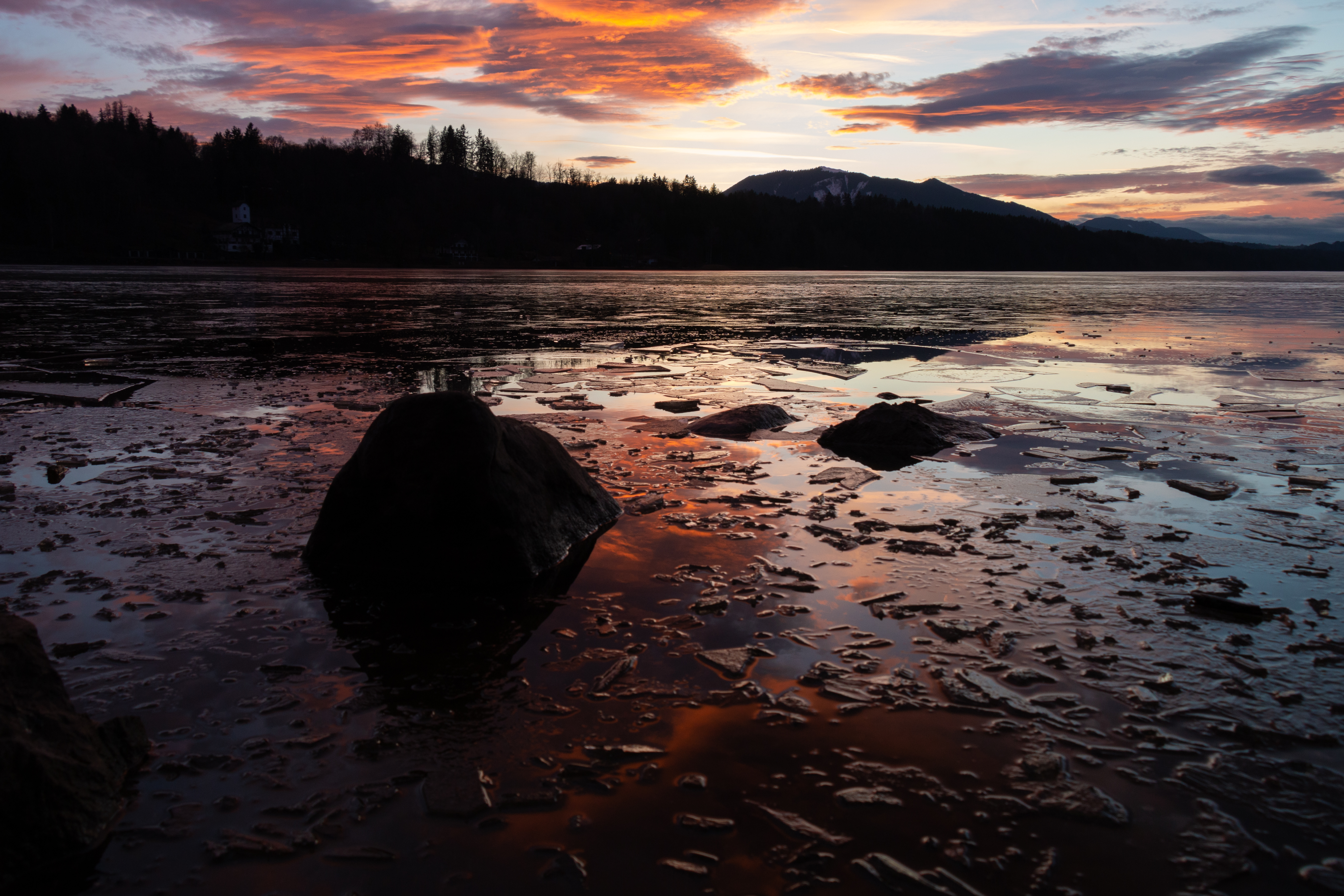
Blick über den Staffelsee am Abend